# Gryningsfolket
Gryningsfolket är en roman av Jan Fridegård och ingår i en trilogi som omfattar böckerna Trägudars land (1940), Gryningsfolket (1944) och Offerrök (1949).
Händelserna utspelar sig i Sverige under senare vikingatid.

## Handlingen
Boken tar vid där Trägudars land slutar, och handlar om den tidigare trälen Holme som fortsätter sin kamp för de förtrycktas frihet. Samtidigt skärps motsättningarna mellan hedningar och kristna i staden Birka och både Holme och Ausi dras obönhörligen in i konflikten.